# La Grenouille attaque Scotland Yard
Pour plus de détails, voir Fiche technique et Distribution.
La Grenouille attaque Scotland Yard (Der Frosch mit der Maske) est un film germano-danois de Harald Reinl sorti en 1959.
Il s'agit d'une adaptation d'une œuvre d'Edgar Wallace, la première en allemand de l'après-guerre.

## Synopsis
Depuis des années, la tête effrayante et masquée d'un gang, la soi-disant « Grenouille masquée », sème la peur et la terreur à Londres. Ni l'inspecteur Elk ni son assistant le sergent Balder ne sont parvenus à savoir qui ils sont. Après un vol de bijoux et de l'assassinat d'un officier de police qui avait tenté de s'infiltrer dans la bande, Richard Gordon, le neveu de Sir Archibald, le chef de Scotland Yard, s'intéresse aussi à l'affaire.
Une première piste amène lui et son majordome James vers le mystérieux John Bennet, qui vit avec son fils Ray et sa fille Ella dans une maison idyllique près de Hertford. Gordon découvre qu'ils sont menacés par la Grenouille, notamment Ella sur laquelle il a un œil.
Malgré tous les avertissements de son collègue Philo Johnson, Ray Bennet démissionne journal Maitland et trouve un emploi au Lolita-Bar. Ce bar portuaire douteux est de plus en plus l'objet de soupçons par l'inspecteur Elk qui confirme que c'est le repaire des membres du gang de la Grenouille. Richard Gordon se fait passer pour un éclairagiste pour ses recherches. Mais lui et Elk ont peu de temps pour démasquer la Grenouille qui a un nouveau plan dans lequel Ray joue un rôle important.
Elk découvre que le sergent Balder est un membre du gang et l'arrête. Ray est accusé à tort d'avoir tiré au Lolita-Bar sur Lew Brady, qui appartient également à la bande de la Grenouille. Grâce à une caméra cachée sur Gordon, il parvient à prouver son innocence. À la fin, on découvre que le cambrioleur Harry Lime que l'on croyait mort est Philo Johnson qui est en fait la Grenouille.

## Équipe technique

Titre allemand du film.

- Titre français : La Grenouille attaque Scotland Yard
- Titre original allemand : Der Frosch mit der Maske (« La Grenouille avec le masque »)
- Titre original danois : Frøen med masken (« La Grenouille avec le masque »)
- Réalisation : Harald Reinl assisté de Lothar Gündisch
- Scénario : Trygve Larsen, Jochen Joachim Bartsch (de) d'après le roman d'Edgar Wallace
- Musique : Willy Mattes, Karl Bette, Peter Thomas (non crédité)
- Direction artistique : Erik Aaes
- Costumes : Charlotte Flemming
- Photographie : Ernst W. Kalinke
- Son : Knud Kristensen
- Montage : Margot Jahn
- Production : Preben Philipsen, Helmut Beck
- Sociétés de production : Rialto Film
- Société de distribution : Constantin Film
- Pays de production :  Allemagne de l'Ouest,  Danemark
- Langue : allemand
- Format : Noir et blanc - 1,37:1 - Mono - 35 mm
- Genre : Policier
- Durée : 89 minutes
- Dates de sortie :
  - Allemagne de l'Ouest : 4 septembre 1959.
  - Danemark : 4 avril 1960.
  - France : 8 août 1962.

## Distribution
- Joachim Fuchsberger (VF : Jacques Thébault) : Richard Gordon
- Eva Anthes (de) (VF : Janine Freson) : Ella Bennet
- Siegfried Lowitz (VF : Lucien Bryonne) : inspecteur Elk
- Jochen Brockmann (VF : Louis Arbessier) : Philo Johnson
- Karl Lange (VF : Gerard Ferat) : John Bennet
- Dieter Eppler: Josua Broad
- Eva Pflug: Lolita
- Walter Wilz: Ray Bennet
- Fritz Rasp: Ezra Maitland
- Erwin Strahl: sergent Balder
- Ernst Fritz Fürbringer (VF : Jacques Berthier) : Sir Archibald Morton
- Eddi Arent (VF : René Bériard) : majordome James
- Ulrich Beiger: Everett
- Reinhard Kolldehoff: Lew Brady
- Michel Hildesheim: Miles
- Charlotte Scheier-Herold (de): Lady Maggie
- Holger Munk: sergent Rubby
- Werner Hedman: inspecteur Genter

## Histoire

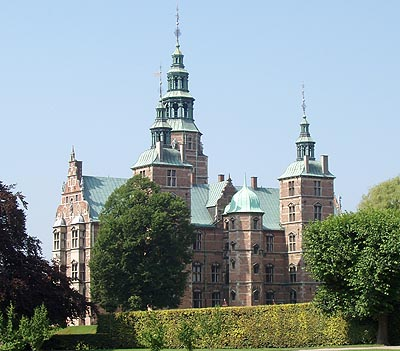
Le château de Rosenborg sert de décor pour la scène d'ouverture

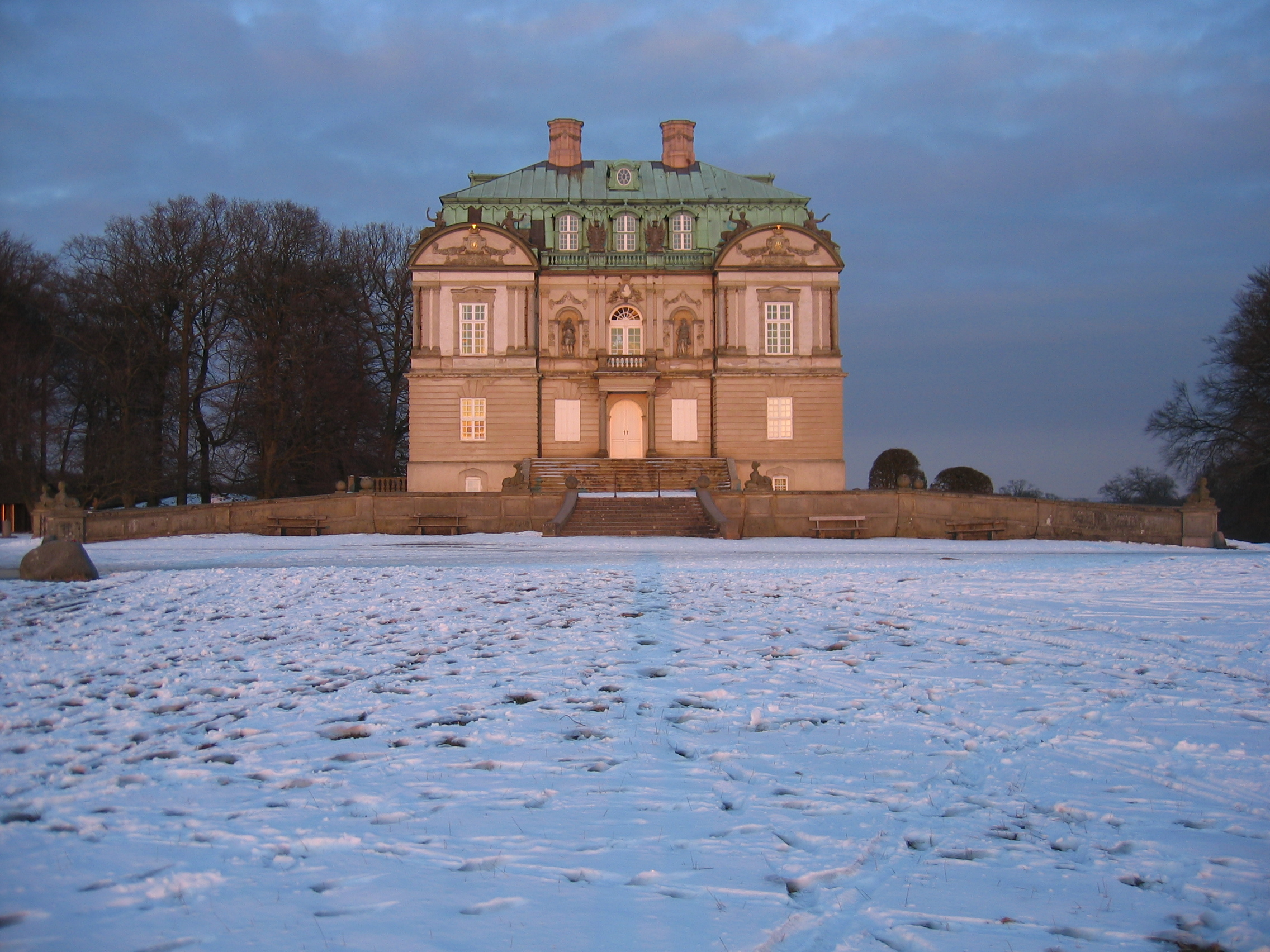
L'Ermitage du parc de Dyrehaven sert de décor pour la scène de clôture

Le producteur de films danois Preben Philipsen, jusqu'en 1955, copropriétaire de la société de distribution Constantin Film et de production Rialto Film basée à Copenhague, reprend la société Prisme pour entrer dans le marché du cinéma allemand. Celle-ci a déjà produit des adaptations d'Edgar Wallace en 1952 (L'assassin a de l'humour, Der Hexer). Philipsen et Waldfried Barthel (de) décident de ne pas les sortir en salles. Ils décident de produire une nouvelle série d'adaptations.
Ils choisissent le roman The Fellowship of the Frog. Philipsen acquiert les droits lors de négociations avec sa fille, Penelope ainsi que ceux de The Crimson Circle et un autre en option.
Waldfried Barthel engage le réalisateur Harald Reinl. Le coût de production est fixé à 600 000 deutsche marks.
Sur la suggestion du réalisateur Franz Marischka, Egon Eis signe sous le pseudonyme de Trygve Larsen un premier scénario qui arrive à Constantin Films le 13 janvier 1959. Il a déjà fait une adaptation de Wallace, Le Traître, en 1931. Le scénario est révisé par Jochen Joachim Bartsch (de).
Pour le rôle principal, on engage Joachim Fuchsberger, la star du moment.
Le tournage a eu lieu du 24 avril au 9 juin 1959 à Copenhague et ses environs. Les plans de studio sont faits au Palladium-Studios à Hellerup. Pour les plans extérieurs à Londres, Reinl s'est rendu avec une petite équipe pendant deux jours dans la capitale britannique.
La bande originale est écrite par Willy Mattes. Le générique Nachts im Nebel an der Themse chantée par une inconnue, une certaine "Maureen René", et créditée au nom d'Eva Pflug est signée par Karl Bette avec un texte de Theo Maria Werner et de Hans Billian.
Avec 3,2 millions de spectateurs, le succès du film est une surprise. En novembre 1959, démarre l'écriture du scénario de Scotland Yard contre Cercle rouge.

## Source de traduction
- (de) Cet article est partiellement ou en totalité issu de l’article de Wikipédia en allemand intitulé « Der Frosch mit der Maske (Film) » (voir la liste des auteurs).